# Aizelles
Aizelles é uma comuna francesa na região administrativa de Altos da França, no departamento Aisne. Estende-se por uma área de 4,88 km². Em 2010 a comuna tinha 124 habitantes (densidade: 25,4 hab./km²).